# Georg Froehlich (Rechtswissenschaftler)
Georg Froehlich (* 17. Juli 1872 in Brünn; † 21. September 1939 in Wien) war ein österreichischer Rechtswissenschaftler, Legist und Verfassungsrichter. Er war von 1930 bis 1934 Vizepräsident des österreichischen Verfassungsgerichtshofs sowie von 1934 bis 1938 außerordentliches Mitglied des Bundesgerichtshofs.

## Ausbildung
Georg Froehlich wurde am 17. Juli 1872 in der zu Österreich-Ungarn gehörenden tschechischen Stadt Brünn als Sohn eines mährisch-schlesischen Landesadvokaten geboren. Er besuchte in Brünn auch das erste deutsche Gymnasium und wechselte anschließend seinen Wohnort in die Reichshaupt- und residenzstadt Wien, um an der dortigen Rechtswissenschaftlichen Fakultät der Universität Wien das Studium der Rechtswissenschaften zu beginnen, welches er 1894 absolvierte. 1896 trat er in den Staatsdienst ein und wurde der Mährischen Statthalterei zugeteilt. Am 18. Jänner 1901 bestand Georg Froehlich das letzte Rigorosum an der Universität Wien und wurde damit zum Doktor der Rechte promoviert.

## Beruflicher Werdegang
Im Jahr 1903 wurde der junge Verwaltungsjurist Froehlich von der mährischen Statthalterei zur Niederösterreichischen Finanzprokuratur nach Wien versetzt und vier Jahre danach, 1907, zum Ministerium für Landesverteidigung. Dort erlangte er am 20. September 1916 die Verleihung des Amtstitels Sektionsrat. Am Beginn der Republik erfolgte auch für Georg Froehlich ein beruflicher Wechsel. Er wurde mit 21. November 1918 in die Staatskanzlei übernommen und dort mit Wirksamkeit vom 31. Dezember 1918 zum (wirklichen) Sektionsrat ernannt. In der Staatskanzlei leitete er die legistische Abteilung, wobei er ab 1. Juli 1920 als Titular-Ministerialrat tätig war. Als solcher wirkte er wesentlich als Experte im vorparlamentarischen und parlamentarischen Stadium an der Entstehung des Bundes-Verfassungsgesetzes 1920, das heute noch zentraler Bestandteil der österreichischen Verfassung ist, mit. Gemeinsam mit zwei anderen Experten, die maßgeblich daran mitgearbeitet hatten, Hans Kelsen und Adolf Julius Merkl, gab er auch den ersten Gesetzeskommentar zum B-VG im Jahr 1922 heraus, der bis heute unter Verfassungsjuristen als maßgebend gilt.
Mit einer Novelle des Bundes-Verfassungsgesetzes wurde im Jahr 1929 die Amtszeit der bis dahin auf Lebensdauer bestellten Verfassungsrichter zum Jahresende hin beendet und eine Neubestellung aller Mitglieder des Verfassungsgerichtshofs eingeleitet. Dies erfolgte unter der Bezeichnung „Entpolitisierung“ des Verfassungsgerichtshofs durch die bürgerliche Regierung. Georg Froehlich wurde mit Entschließung des Bundespräsidenten vom 3. Februar 1930 zum neuen Vizepräsidenten des somit „entpolitisierten“ Verfassungsgerichtshofs ernannt. Als Verwaltungsbeamter trat er damit gleichzeitig in den Ruhestand.
Seine Amtszeit als Vizepräsident des Verfassungsgerichtshofs endete wie die aller anderen Mitglieder im Jahr 1934, nachdem der Gerichtshof bereits 1933 durch eine Verordnung der Regierung lahmgelegt worden war, was heute als „Ausschaltung“ des Verfassungsgerichtshofs bezeichnet wird. Durch das Verfassungsübergangsgesetz von 1934, das die autoritäre ständestaatliche Maiverfassung in Kraft setzte, hörte der Verfassungsgerichtshof schließlich auch de jure auf zu existieren. Als Nachfolger sowohl des Verfassungs- als auch des Verwaltungsgerichtshofs wurde in der Maiverfassung ein Bundesgerichtshof eingerichtet, dem Georg Froehlich in der Folge als außerordentliches Mitglied angehörte. Ab November 1934 war er alleiniger Berichter für den Verfassungssenat des Bundesgerichtshofs.
Mit der Machtübernahme der Nationalsozialisten infolge des Anschluss Österreichs an das nationalsozialistische Deutsche Reich im März 1938 verlor Froehlich nicht nur seine Anstellung am Bundesgerichtshof. Da er jüdischer Abstammung war – wenngleich er selbst stets als Religionsbekenntnis römisch-katholisch angegeben hatte –, musste er im Juli 1938 eine Vermögensanmeldung abgeben, wovon im September 1938 die besseren Stücke durch das Dorotheum liquidiert wurden.

## Privatleben

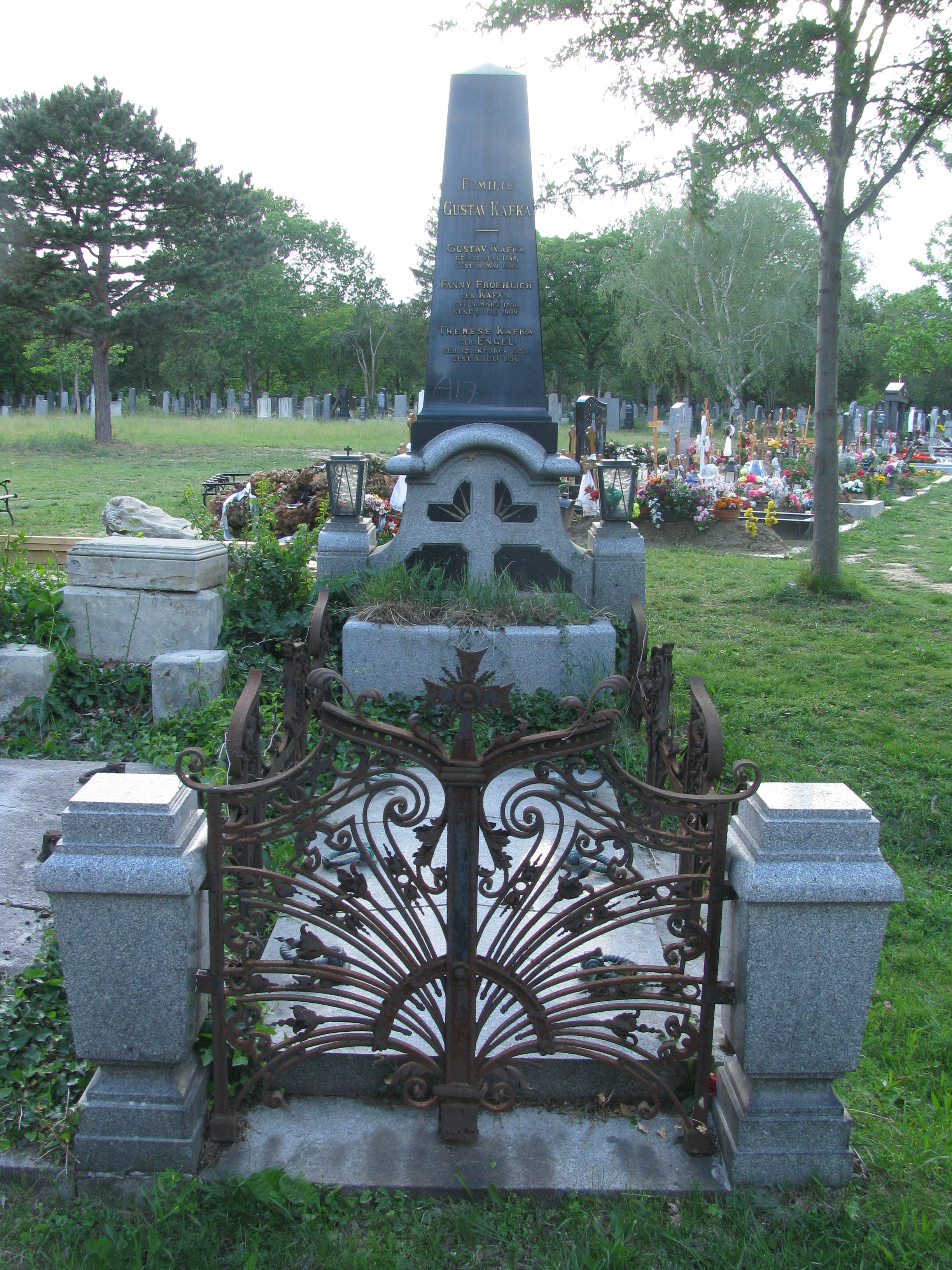
Grab am Wiener Zentralfriedhof

Am 12. Februar 1902 heiratete Georg Froehlich Auguste Mayer, mit der er in der Folge drei gemeinsame, in den Jahren 1905 und 1912 geborene, Töchter bekam. Mit seiner Familie lebte er in der Paniglgasse im 4. Wiener Gemeindebezirk Wieden.
Georg Froehlich musste die Deportation seiner Frau und einer seiner Töchter ins Konzentrationslager Theresienstadt sowie die Flucht seiner beiden anderen Töchter ab dem Jahr 1942 nicht mehr miterleben, da er am 21. September 1939 in Wien starb.
Fröhlichs Grab befindet sich auf dem Wiener Zentralfriedhof (Gruppe 48 B, Reihe G1, Nummer 17, abgelaufen 2017).

## Auszeichnungen
- Komturkreuz I. Klasse mit dem Stern des Österreichischen Verdienstordens, verliehen im Februar 1935

## Werke
- Georg Froehlich: Die „Verfassung 1934“ des Bundesstaates Österreich: systematisch als Leitfaden dargestellt. Rudolf Maria von Rohrer, Baden, 1936. 291 S.